# 觀塘（月華街）巴士總站
觀塘（月華街）巴士總站（英語：Kwun Tong (Yuet Wah Street) Bus Terminus，1982年7月24日－2009年8月9日）是香港觀塘區一個已被拆卸的巴士總站，本站曾經是觀塘市中心最大型的巴士總站，有六條巴士路線，位於月華街、協和街和物華街交界，鄰近月華街遊樂場。為配合觀塘市中心重建，本站亦被納入為重建項目之一，因此，以本站為總站的巴士路線已於2009年7月12日至8月9日早上頭班車起分別逐步遷往觀塘仁愛圍公共運輸交匯處及觀塘站巴士總站。2009年8月9日，本站被永久關閉並被拆卸，現已重建為觀月·樺峯，而本站的入口處亦已被改成行人路。

## 起源
1970年代香港地鐵通車前，大部份往返觀塘區的市民均使用巴士作為主要交通工具，當時位於觀塘市中心的觀塘（裕民坊）巴士總站肩負重任，承擔不少區內外的巴士路線的終點站。眼見日益增加的負荷，有關部門便計劃在月華街和協和街交界興建一個新巴士總站，分擔觀塘（裕民坊）巴士總站的壓力，這個新巴士總站便是觀塘（月華街）巴士總站。經過籌劃和建造，最終在1982年7月24日正式落成啟用，同日有多條巴士路線從觀塘（裕民坊）巴士總站遷入「新居」。

## 歷史

### 巴士總站
- 1982年7月24日，觀塘（月華街）巴士總站啟用，部份以觀塘（裕民坊）巴士總站為終點站的路線遷入觀塘（月華街）巴士總站。
- 1985年至1994年間，多條路線取消或調遷總站。
- 2009年7月12日至8月9日，因應觀塘市中心重建計劃，期間所有路線需要陸續遷離觀塘（月華街）巴士總站。
- 2009年8月9日凌晨12時20分（2009年8月10日凌晨0時20分），最後一班始發的巴士開出，而最後一班返抵的巴士則於凌晨1時前到達。當巴士駛離總站後，標誌著使用了27年的觀塘（月華街）巴士總站正式完成其使命。

- 將近關閉前的巴士總站
- 從協和街遠望關閉前的巴士總站
- 從協和街遠望關閉後的巴士總站

### 觀塘市中心重建項目
- 2009年7月2日，市區重建局宣佈就觀塘市中心重建計劃首個項目－－觀塘（月華街）巴士總站招收發展意向書。項目可建一幢40層住宅（包括基座3層的賽馬會診所），可建總樓面29.96萬方呎，可建住宅樓面23.28萬方呎，以及約6.68萬方呎的診所，總地積比為6.43倍，項目提供不多於300個住宅單位，總投資額約20億元，預計最快於2013年落成。
- 2009年7月10日，截止招收發展意向書，共有15家發展商遞交。
- 2009年8月31日，市區重建局推出地皮招標，15家遞交發展意向書的發展商中，其中14家獲邀入標。
- 2009年10月9日，截止投標，獲邀入標的14家發展商中，只有8家正式入標，包括長江實業、新鴻基地產、恆基地產、嘉華地產、信和置業、會德豐地產、南豐集團和中國海外發展。另由於涉及資金相對較少，所有發展商均獨資競投。
- 2009年10月19日，市區重建局公佈競投結果，項目將會與信和置業的全資附屬公司——廣明有限公司共同發展。同時特別強調，月華街地盤內的21棵樹木，分別會移植13棵，以及砍伐8棵。另根據已批核的總綠化發展藍圖，將來發展完成後，一共會種植約71棵樹木。
- 2010年2月中（農曆新年假期後），承建商開始運送支架、圍板等清拆巴士總站的物料到場。
- 2010年9月，巴士總站正式進入清拆階段，而位於協和街前的一段物華街巴士專線，則被改為前往月華街地盤的車輛專用線。
- 2011年1月13日，市區重建局向觀塘區地區設施管理委員簡介，地盤內一棵細葉榕移植至月華街遊樂場的方案。[1]
- 2011年5月1日，細葉榕凌晨正式搬遷至月華街遊樂場。[2]
- 2013年5月7日，地政總署4月份未有批出樓盤預售樓花同意書，而尚待批售、由信和及市建局合作發展的月華街8號住宅項目，訂名為觀月‧樺峯。[3]
- 2013年7月中，市建局在地盤外更換印有樓盤名稱的紫色圍板，預計樓盤會於年內開售。

## 路線資料

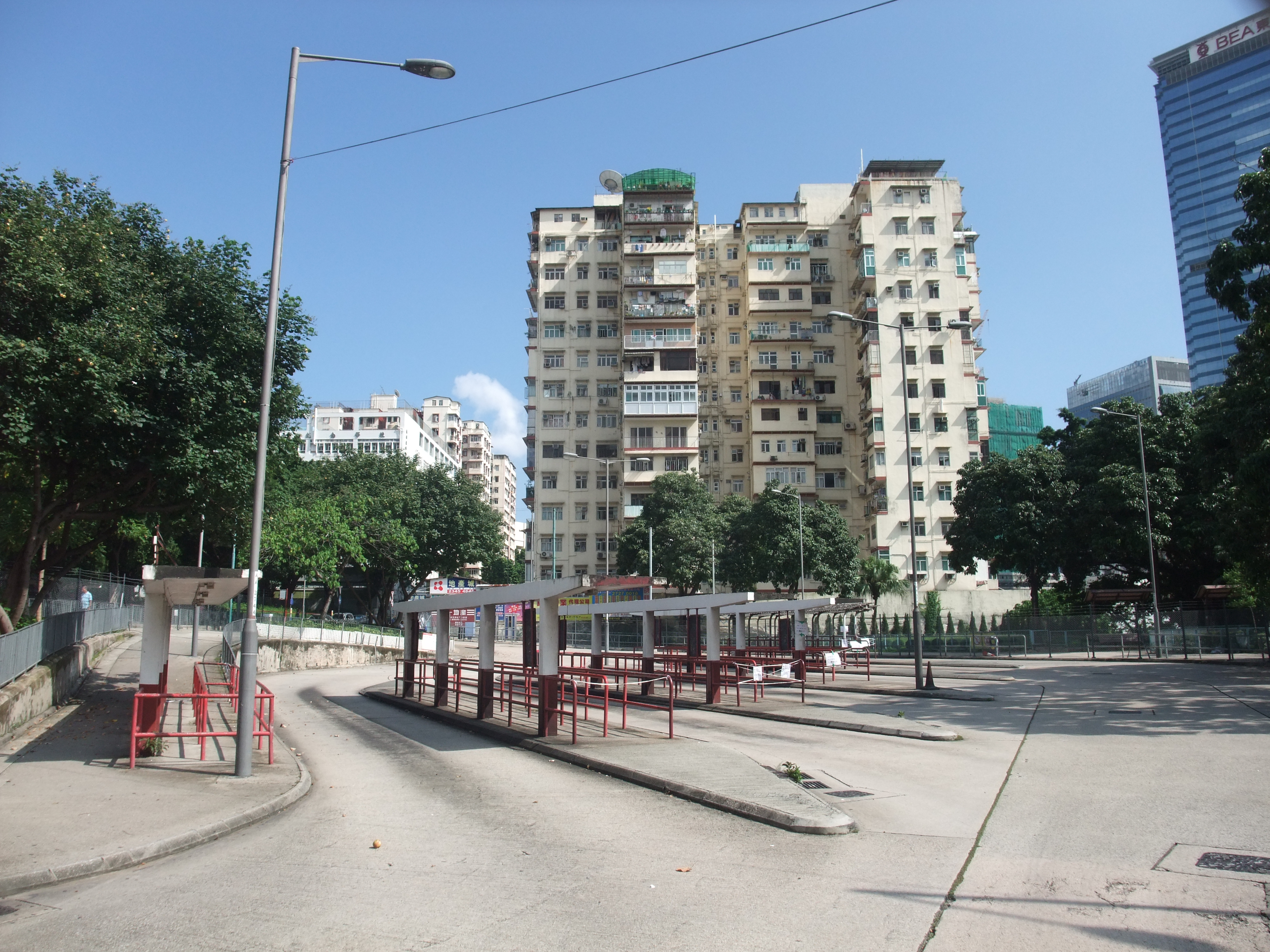
關閉後的巴士總站

### 九龍巴士3D線
- 觀塘（月華街）←→慈雲山（中）

1970年1月3日開辦，來往觀塘（裕民坊）←→北慈雲山。1982年7月24日，觀塘區總站遷往觀塘（月華街）。另一個終點站，則受慈雲山屋邨重建影響，由1997年11月9日起遷往慈雲山（中）。慈雲山新樓宇和蒲崗村道學校村相繼落成後，本線客量不斷增加，巴士公司遂開辦短途線，來往觀塘（月華街）←→慈雲山（南）。及至2009年，觀塘市中心重建計劃正式上馬，因觀塘（月華街）巴士總站被納入首階段的重建範圍，本線便於同年7月19日起，所有班次遷往觀塘（裕民坊）為終點站。

### 九龍巴士6E線（已取消）
- 觀塘（月華街）←→長沙灣（甘泉街）

1978年5月16日開辦，來往觀塘（裕民坊）←→長沙灣（甘泉街），祇在平日上、下午繁忙時間服務。1985年7月27日起，觀塘區總站遷往觀塘（月華街）。由於取道新蒲崗，在地鐵觀塘綫在1980年代通車後流失不少客源，加上1990年代初期香港工業大量北移，長沙灣、新蒲崗、九龍灣和觀塘等工業區使用量下降，令本線客量持續下跌，故此，本線於1991年6月24日被取消。

### 九龍巴士16M線
- 觀塘（月華街）←→藍田（康華苑）（循環線）

1987年4月27日開辦，來往觀塘地鐵站←→藍田（康華苑）（循環線），及至前香港地鐵觀塘綫伸延至鰂魚涌後，先後與路線15C（已取消）和15M（已取消）進行重組，繼續為藍田居民提供接駁鐵路的服務。1994年9月23日，改為來往觀塘（月華街）←→藍田（康華苑）（循環線），以配合觀塘地鐵站巴士總站的站位重組。及至2009年，觀塘市中心重建計劃正式上馬，因觀塘（月華街）巴士總站被納入首階段的重建範圍，本線便於同年7月19日起，遷回觀塘鐵路站為終點站，往觀塘方向依舊繞經裕民坊和物華街。

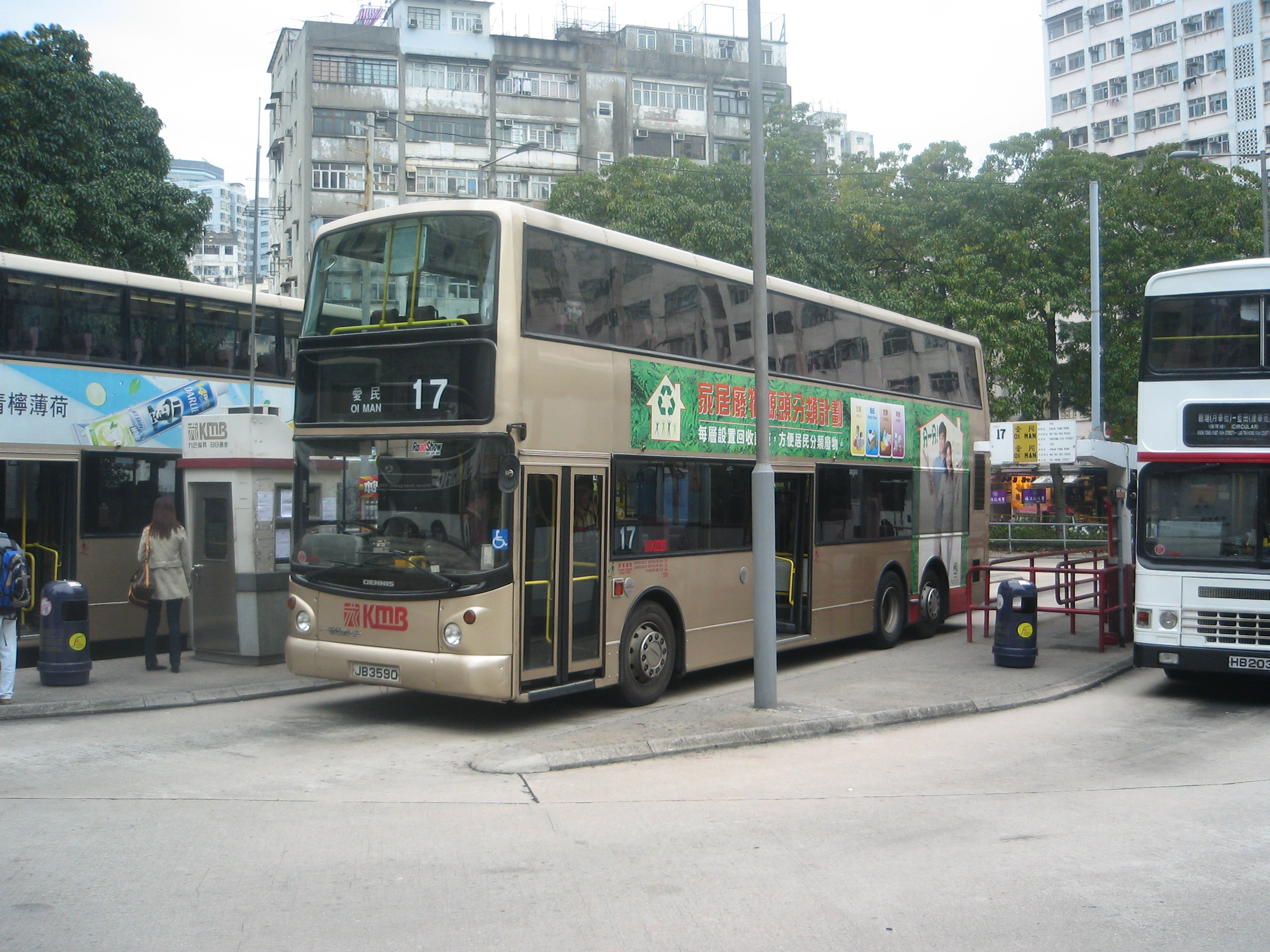
17

### 九龍巴士17線
- 觀塘（月華街）←→ 何文田愛民邨

1975年10月1日開辦，來往觀塘（裕民坊）←→ 何文田愛民邨。1982年7月24日，觀塘區總站遷往觀塘（月華街）。及至2009年，觀塘市中心重建計劃正式上馬，因觀塘（月華街）巴士總站被納入首階段的重建範圍，本線便於同年8月9日起，再度以觀塘（裕民坊）為終點站。

### 九龍巴士19A線（已取消）
- 觀塘（月華街）←→觀塘（功樂道）（循環線）

1976年5月16日開辦，來往觀塘（裕民坊）←→觀塘（功樂道）。1982年7月24日起，改為循環線形式運作，來往觀塘（月華街）←→觀塘（功樂道）（循環線）。與專線小巴競爭下，客量持續下跌，服務只能維持到1994年4月24日，而「觀塘（功樂道）」五字亦從此在九巴消失。翌日起，九龍巴士28A線於平日上午特定時間開出的班次繞經功樂道代替其服務。

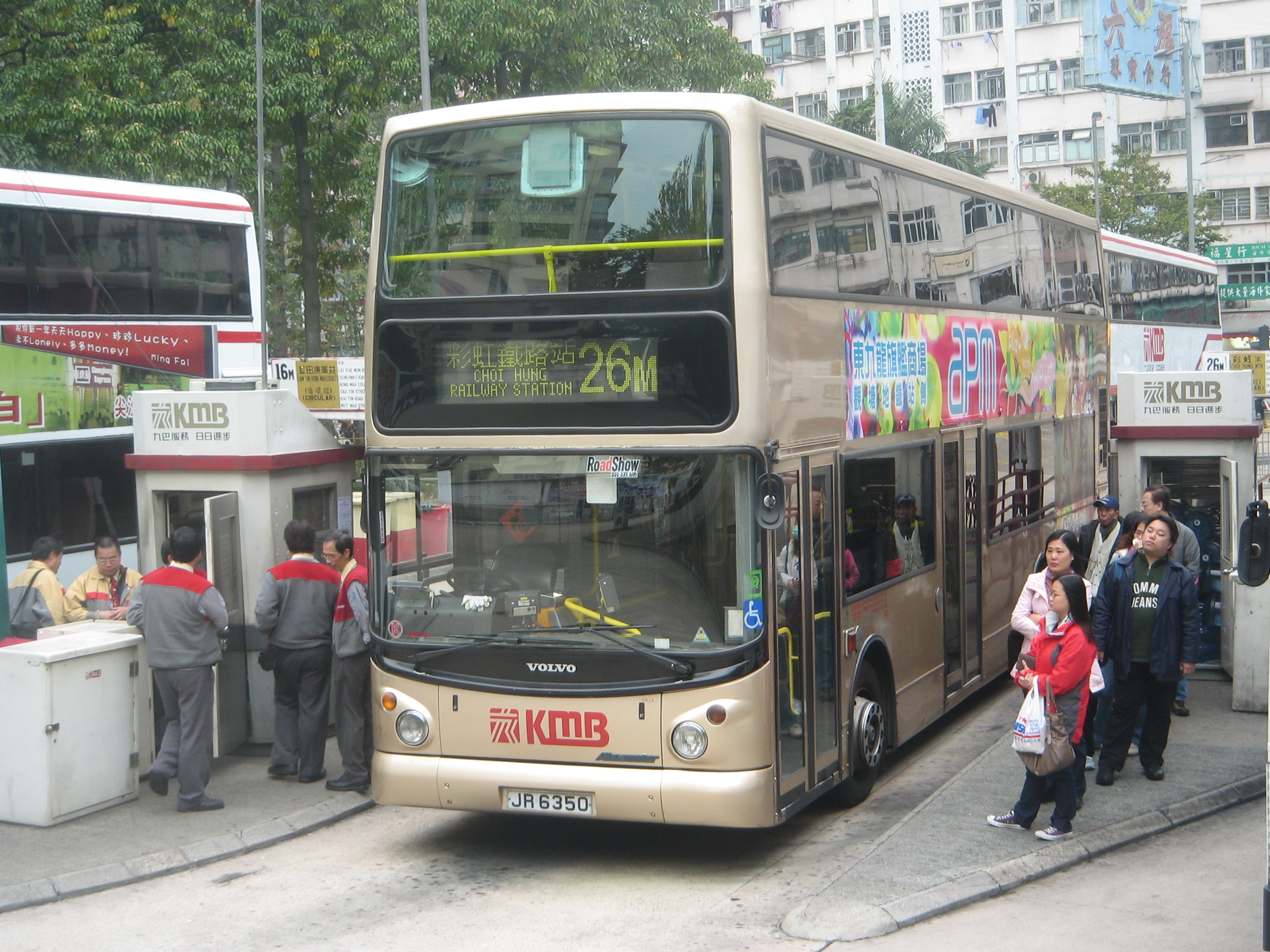
26M

### 九龍巴士26M線
- 觀塘（月華街）←→彩虹鐵路站（循環線）

1983年1月7日開辦，來往觀塘（月華街）←→彩虹地鐵站（循環線）。及至2009年，觀塘市中心重建計劃正式上馬，因觀塘（月華街）巴士總站被納入首階段的重建範圍，本線便於同年7月12日起，改為來往彩虹邨←→觀塘（循環線），成為首條因此而遷離總站的路線。

### 九龍巴士38線
- 觀塘（月華街）←→葵盛（東）

1975年12月23日開辦，來往觀塘（裕民坊）←→葵盛（東）。1982年7月24日，觀塘區總站遷往觀塘（月華街）。1985年8月27日至1990年5月28日，因改用12米三軸巴士後再度遷回以觀塘（裕民坊）為終點站。此後，觀塘區路線不斷延長，現時以平田為終點站。

### 九龍巴士89線
- 觀塘（月華街）←→瀝源

1975年12月16日開辦，來往觀塘（裕民坊）←→瀝源。1982年7月24日，觀塘區總站遷往觀塘（月華街）。及至2009年，觀塘市中心重建計劃正式上馬，因觀塘（月華街）巴士總站被納入首階段的重建範圍，本線便於同年8月9日起，觀塘區總站改為觀塘鐵路站，往瀝源方向需駛經翠屏道和協和街。它是最後一條從觀塘（月華街）巴士總站開出和返抵的路線。

### 九龍巴士89A線（已取消）
- 觀塘（月華街）←→圓洲角

1983年8月7日開辦，來往觀塘（月華街）←→圓洲角，取代路線89在沙角街、車公廟路和紅梅谷路的服務。開辦首年，客量持續攀升，遂於翌年同月分拆出九龍巴士89B線，來往觀塘（雅麗道）和博康，以減輕本線壓力。但在極受歡迎的情況下，增加班次和改派三軸巴士行走只是逼不得已，卻令觀塘（月華街）巴士總站未能應付。有見及此，觀塘區的總站從1986年5月18日起，遷往空間較大的觀塘碼頭去，直至1991年6月29日，配合大老山隧道通車，經路線重組後併入89X。

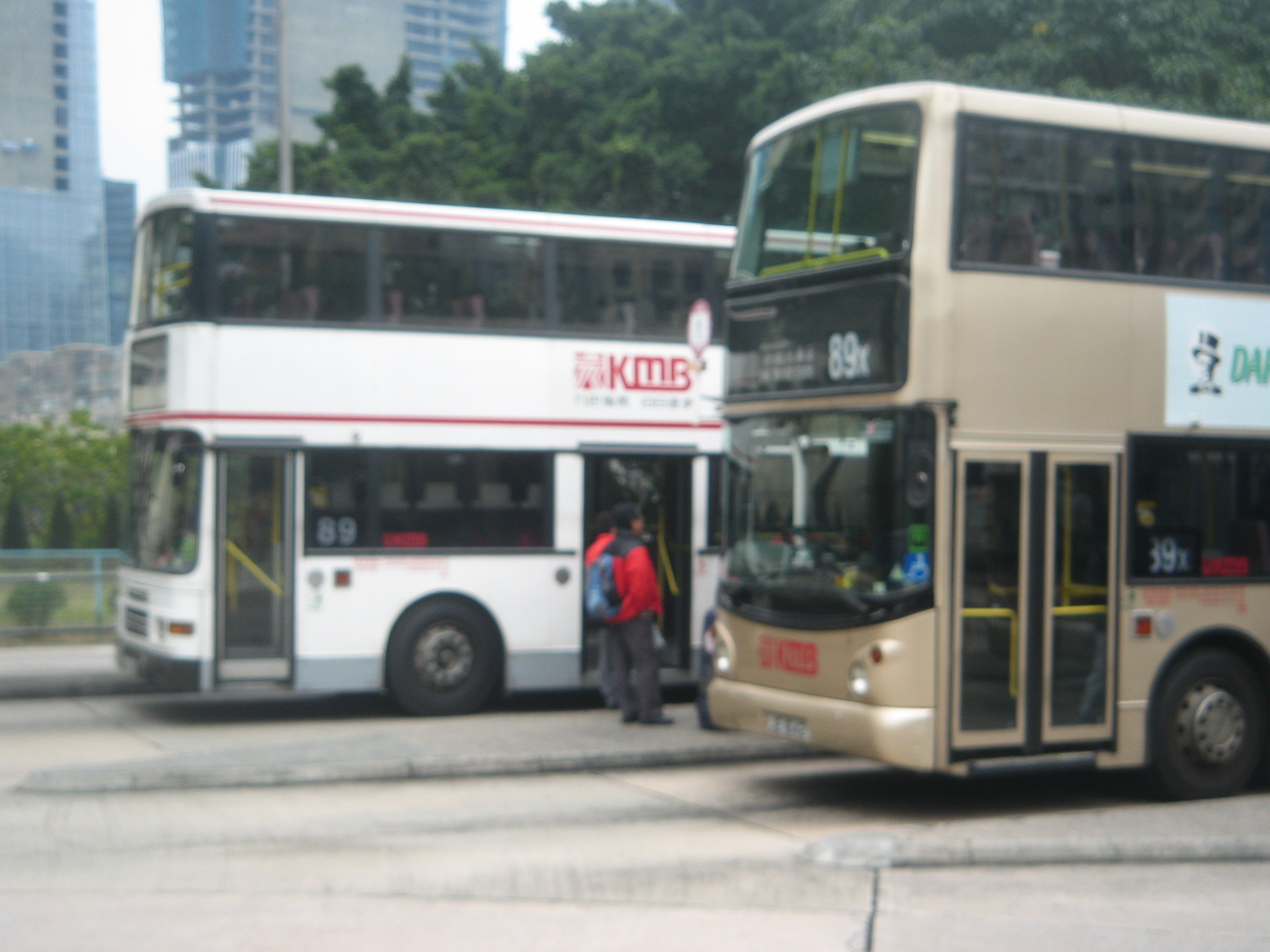
89和89X

### 九龍巴士89X線
- 觀塘（月華街）←→沙田鐵路站

1991年6月29日開辦，來往觀塘(月華街)←→沙田火車站。配合大老山隧道正式通車，成為首批途經路線，取代行經獅子山隧道的路線89A。2009年，觀塘市中心重建計劃正式上馬，因觀塘（月華街）巴士總站被納入首階段的重建範圍，本線便於同年8月9日起，觀塘區總站改為觀塘鐵路站，往沙田鐵路站方向加經翠屏道和協和街。

### 過海隧道巴士101線
- 觀塘（月華街）←→堅尼地城

1972年8月5日開辦，是首批過海巴士路線之一，來往觀塘（裕民坊）←→堅尼地城。1982年7月24日，觀塘區總站遷往觀塘（月華街）。1985年8月27日起，再度以觀塘（裕民坊）為終點站，遷站歷程與九龍巴士38線相同。

### 九龍巴士217P線（已取消）
- 觀塘（月華街）←→何文田愛民邨

1999年8月16日開辦，來往觀塘（月華街）←→何文田愛民邨，是17線的空調班次。從1990年代開始，巴士公司積極為旗下路線增加空調服務，可是，一些受到路面限制的路線，一直未能派出比非空調巴士擁有較長車身的空調巴士行走，駛經何文田邨常富街的17線便是其中之一。其實，以17線的客量來看，是足以派出三軸巴士服務乘客的。早於1989年，巴士公司便把全線兩軸巴士換為當時最新款式的三軸巴士行走，代價就是不再途經常富街，原因是常富街與常盛街交界受到何文田邨的樓宇影響，不適合車身較長的車輛駛過。此改動其後受到常富街的居民反對，巴士公司亦決定讓步，於八個月後改回原本行走路線和派車。而隨著空調化大勢到臨，為17線增設空調服務時，巴士公司汲取過去經驗，增闢了一條新路線，這便是217P線。2002年復活節後，何文田邨樓宇拆卸工程幾近完成，巴士公司迅速為途經常富街的路線加派空調巴士或改為全線空調服務，17線在該年4月26日起得此禮待，促成本線在同日起完成其重要任務，宣告取消。

## 統計
期間以觀塘（月華街）作為總站
- 3D（1982年7月24日－2009年7月18日）
- 6E（1982年7月24日－1991年6月23日）
- 16M（1994年9月23日－2009年7月18日）
- 17（1982年7月24日－2009年8月8日）
- 19A（1982年7月24日－1994年4月24日）
- 26M（1983年1月7日－2009年7月11日）
- 38（1982年7月24日－1985年8月26日）
- 89（1982年7月24日－2009年8月8日）
- 89A（1983年8月7日－1986年5月17日）
- 89X（1991年6月29日－2009年8月8日）
- 101（1982年7月24日－1985年8月26日）
- 217P（1999年8月16日－2002年4月25日）

### 高峰期
1983年8月7日－1985年8月26日（歷時：逾2年，總站路線：9條，包括3D、6E、17、19A、26M、38、89、89A、101）

### 低潮期
2009年7月19日－2009年8月8日（歷時：3星期，總站路線：3條，包括17、89、89X）

### 最先遷入總站
3D、6E、17、19A、38、89、101（首天：1982年7月24日）

### 最先遷出總站
38、101（最後一天：1985年8月26日）

### 最後遷入總站
16M（首天：1994年9月23日）
217P（新開辦）（首天：1999年8月16日）

### 最後遷出總站
17、89、89X（最後一天：2009年8月8日）

### 開辦路線
26M、89A、89X、217P（4條）

### 取消路線
6E、19A、217P（3條）

### 歷時最短路線
217P（歷時：2年8個月）

### 歷時最長路線
17、89（歷時：27年）

## 使用狀況
位處觀塘市中心邊緣，鄰近月華街、協和街的住宅和學校，總站路線四通八達，故使用量一直維持於高水平。

## 網上文獻
1. ↑  市區重建局.  (PDF). 觀塘區議會. 2011年1月13日  [2011年2月13日] （中文（繁體））.[永久]
2. ↑  《明報即時新聞》觀塘月華街細葉榕遷新居[]
3. ↑  .   [2013-05-07]. （原始内容存档于2016-08-26）.